# Le Professeur (film)
Pour les articles homonymes, voir Le Professeur.
Pour plus de détails, voir Fiche technique et Distribution.
Le Professeur (La prima notte di quiete) est un film franco-italien réalisé par Valerio Zurlini et sorti en 1972.

## Synopsis
Daniele Dominici remplace un professeur malade au lycée de Rimini. Bien que séparé de sa femme, Monica, il vit toujours avec elle. Riches et oisifs, ses élèves l'ennuient, excepté Vanina, une jeune fille qui éveille son intérêt par la blessure secrète qu'il décèle en elle et, peut-être aussi, par sa beauté.

### Résumé détaillé du film
Daniele Dominici est le nouveau professeur remplaçant dans un lycée classique de Rimini. Lors de son premier cours, il donne aux élèves deux sujets au choix à rédiger en classe : l'un sur eux-mêmes, l'autre sur un thème littéraire. Une seule élève, Vanina Abati, préfère le second sujet, suscitant la curiosité et l'intérêt du professeur qui commence à lui faire la cour. Il lui offre le roman de Stendhal Vanina Vanini, dont le titre porte le prénom de la jeune fille et tente d'entrer dans sa vie.
En arrivant à Rimini, Daniele se met à fréquenter un groupe de « vitelloni » locaux, avec lesquels il passe des nuits blanches à base de drogue, d'alcool et de jeu. Le groupe comprend Gerardo Pavani, un petit « patron » local avec lequel Vanina entretient une relation ambiguë, et le jeune médecin Giorgio Mosca, surnommé « Spider », qui, derrière une apparence cynique et superficielle, cache un esprit sensible et une grande culture.
À la sortie du lycée, Daniele propose à Vanina de l'emmener à Monterchi, où il lui fait découvrir la Madonna del Parto de Piero della Francesca ; là, le professeur sort de sa réserve. Vanina, elle aussi, semble briser le cadre d'indifférence dans lequel elle s'enferme habituellement. Sur le chemin du retour, à la tombée de la nuit, ils s'embrassent passionnément. La rencontre est brutalement interrompue lorsque Vanina voit la voiture de Pavani devant chez elle ; elle quitte précipitamment Daniele.
L'une des soirées avec le groupe a lieu lors de l'anniversaire de Spider. À la discothèque, les couples dansent dans un ennui mortifère. Pavani pousse Daniele à inviter Vanina à danser, mais elle refuse. La compagnie se rend chez Pavani où tous continuent à boire. La tension monte d'un cran lorsque Pavani projette un film de vacances avec Vanina lors d'un séjour à Venise, où elle apparait soudain nue, allongée sur un lit dans une chambre d'hôtel. Vanina, furieuse, arrête la projection et la compagnie, dans l'embarras général, s'éclipse rapidement. Le lendemain, Vanina ne revient plus au lycée.
De plus en plus attiré par Vanina, Daniele se rend chez sa mère, une femme ambiguë qui, après l'avoir invité à ne pas s'intéresser à sa fille et à ne plus la rechercher, le renvoie en le menaçant. De retour chez lui, il est soumis à une crise de jalousie de Monica, avec laquelle il vit, considérée comme étant son épouse, et qui a quitté son mari dix ans auparavant pour lui.
Pendant ce temps, Spider s'intéresse au passé de Dominici. Il trouve un recueil de poèmes écrit par celui-ci, consacré à une histoire d'amour d'adolescence qui s'est terminée par le suicide de la jeune fille. Il lui demande pourquoi le titre du recueil est La prima notte di quiete (une phrase de Goethe) ; Daniele répond que la première nuit de calme est la mort, car on dort enfin sans faire de rêves.
Après quelque temps, Vanina réapparaît et Daniele la retrouve dans une maison vide sur la plage que son ami Marcello met à leur disposition. Après une nuit d'amour, les deux sont surpris par Pavani, qui se venge en révélant le passé de Vanina : victime d'une mère prostituée et de ses « clients » qui ont payé grassement pour obtenir les faveurs et le silence d'une mineure, Vanina a été l'amante de tous les hommes de la compagnie, ainsi que de femmes. Malgré cela, Daniele est déterminé à s'enfuir avec elle. Il l'accompagne à la gare et lui promet de la rejoindre quelques heures plus tard. Entre-temps, il rentre chez lui, où il a une dernière discussion violente avec Monica, annonçant la fin de leur relation. Monica le menace de se suicider.
En sortant d'un bar, Daniele est tabassé par le compagnon de la mère de Vanina, qui s'enfuit au volant de la Lamborghini Miura rouge de Pavani. Soigné par Spider et Marcello, il part pour retrouver Vanina mais tente, cependant, d'appeler Monica à plusieurs reprises ; celle-ci ne répond pas au téléphone.
Daniele décide de faire demi-tour, craignant d'avoir provoqué le suicide de sa femme. Sortant d'un parking en plein brouillard, il est percuté par un camion. La voiture fait plusieurs tonneaux et s'embrase.
Lors des funérailles dans la chapelle privée d'un château, en présence de sa mère et de personnes âgées, on découvre que Daniele est le dernier descendant d'une famille noble et le fils du célèbre commandant Dominici, un héros de guerre mort au combat à El Alamein.

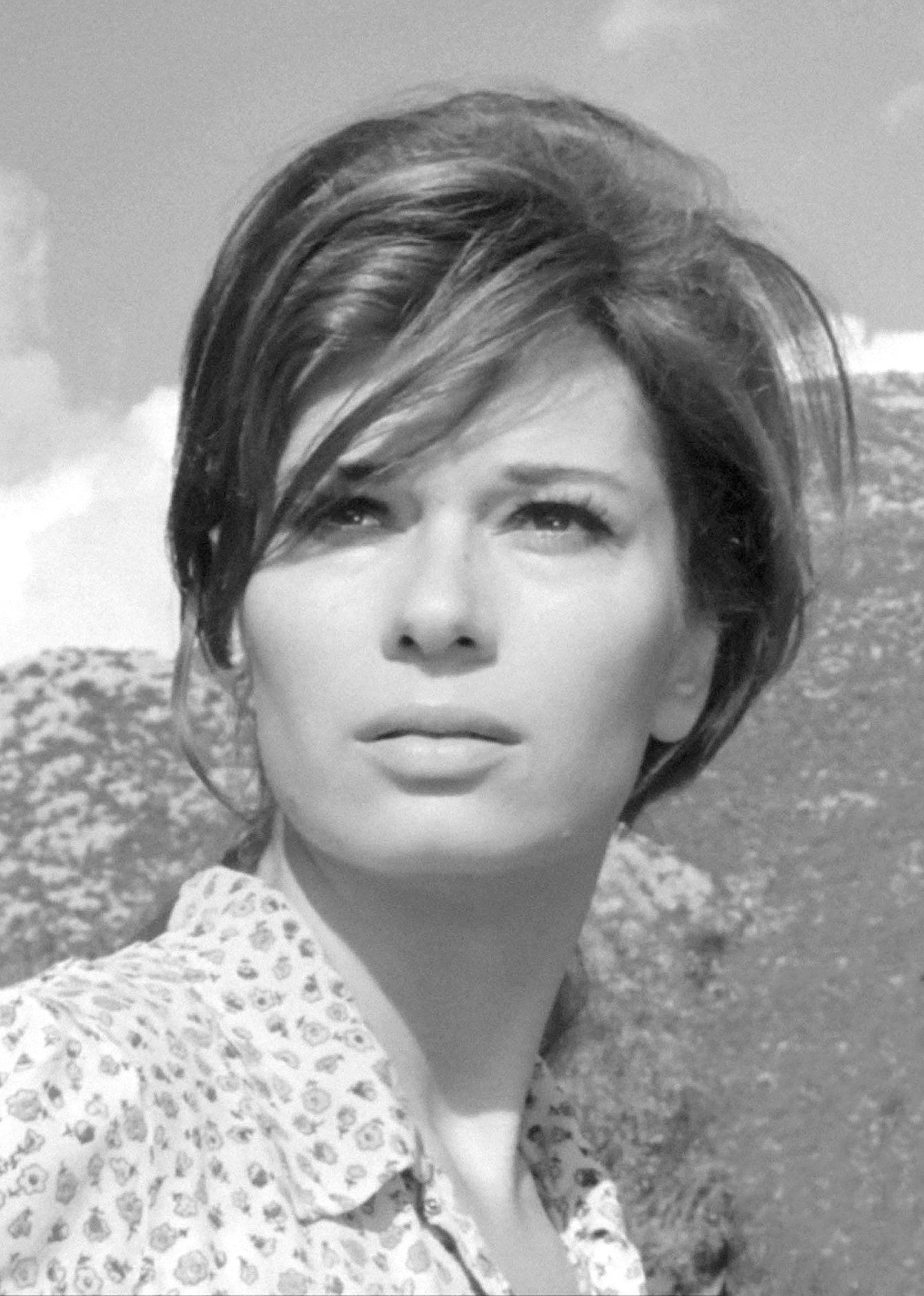
Lea Massari (Monica Dominici).

## Fiche technique
Sauf indication contraire, les informations mentionnées dans cette section peuvent être confirmées par la base de données cinématographiques Unifrance,  présente dans la section « Liens externes ».
- Titre original : La prima notte di quiete (litt. « La première nuit de quiétude »[3])
- Titre français : Le Professeur[4]
- Réalisation : Valerio Zurlini
- Scénario : Valerio Zurlini et Enrico Medioli
- Photographie : Dario Di Palma
- Montage : Mario Morra
- Musique : Mario Nascimbene ; trompette solo : Maynard Ferguson
- Décors : Enrico Tovaglieri (it)
- Costumes : Luca Sabatelli (it)
- Maquillage : Amato Garbini (it)
- Production : Sergio Bonotti, Alain Delon
- Sociétés de production : Mondial Te Fi (Rome), Adel Productions (Paris)
- Pays de production : 80 %  Italie • 20 %  France
- Langue originale : italien
- Format : couleur par Eastmancolor • Son mono • 35 mm
- Genre : drame psychologique[4]
- Durée :
  - Italie : 132 minutes (2 h 12)
  - France : 90 minutes (1 h 30) ; Version DVD restaurée 132 minutes (2 h 12)
- Dates de sortie :
  - Italie : 23 octobre 1972
  - France : 1er novembre 1972[4]

## Distribution
- Alain Delon : Daniele Dominici
- Lea Massari (VF : Julia Dancourt) : Monica Dominici
- Sonia Petrovna : Vanina Abati
- Giancarlo Giannini (VF : Jean-François Poron) : Giorgio Mosca, alias « Spider »
- Renato Salvatori : Marcello
- Alida Valli (VF : Paula Dehelly) : Marcella Abati
- Adalberto Maria Merli (VF : Michel Le Royer) : Gerardo Pavani
- Salvo Randone (VF : Jean Davy) : le professeur Porra
- Liana Del Balzo : la mère de Daniele
- Nicoletta Rizzi (VF : Perrette Pradier) : Elvira
- Fabrizio Moroni (VF : Julien Thomast) : Fabrizio Romani
- Patrizia Adiutori (VF : Janine Forney) : Valeria

## Exploitation
Le titre original La prima notte di quiete, « la première nuit de tranquillité » est une référence à la mort selon Goethe.

### En France
Pour la première exploitation en salles du film en France, le coproducteur Alain Delon double le film et le titre Le Professeur tout en coupant 45 minutes du montage initial. En janvier 1973, le réalisateur Valerio Zurlini annonce son intention de faire un procès à Delon en sa qualité de coproducteur du film. Zurlini qualifie la version française de « monstrueuse », précisant qu'il « désire qu'un juge français confronte le film original et la copie pour faire suspendre les projections en France et qu'il exigera des dommages et intérêts parce qu'il croit fermement aux traditions et à la grandeur intellectuelle de la France. »
Le rôle principal était destiné à Marcello Mastroianni dont la carrière, à l'époque au creux de la vague, ne permettait pas le financement du film. La présence d'une vedette « rentable », en l'occurrence Alain Delon, permit au film d'être financé, casting que Zurlini accepta à contrecœur.

### Sortie vidéo
Le film sort en édition collector DVD + Blu-ray le 7 décembre 2019, édité par Pathé. Le coffret comprend la version italienne du film (la director's cut), inédite en France, remastérisé en 4K par Pathé (en collaboration avec Les films du Camélia et de Titanus), ainsi que des entretiens inédits de Sonia Petrovna, Olivier Père et Jean-Baptiste Thoret, et un bonus sur l'accueil du film en 1972.